# Kopsia singapurensis
Kopsia singapurensis är en oleanderväxtart som beskrevs av Henry Nicholas Ridley. Kopsia singapurensis ingår i släktet Kopsia och familjen oleanderväxter. Inga underarter finns listade i Catalogue of Life.